# 위상수학적 양자 수
물리학에서 위상수학적 양자 수(영어: Topological quantum number) 또는 위상 전하(영어: topological charge)는 어떤 물리적 현상을 설명하는 이론의 수학적 모델에 있는 위상수학적 성질로 인해 주어진 이산적 값들 중 하나만 취하는 물리적 양을 뜻한다. 위상 양자 수라고 줄여서 부른다. 가장 일반적으로 위상수학적 양자 수는 물리적 계를 모델링하는 일부 미분방정식들의 집합에 있는 위상수학적 결함 또는 솔리톤 유형 해와 관련된 위상수학적 불변량이다. 솔리톤 자체는 위상수학적으로 안정성이 있기 때문이다. 특정 "위상수학적 고려 사항"은 일반적으로 물리계의 수학적 모형에 기본군 또는 고차원 호모토피 군이 고려되기 때문에 발생하며, 경계 조건이 지정된 경계가 미분 방정식에 의해 보존되는 자명하지 않은 호모토피 군을 갖기 때문에 아주 자주 발생한다. 해의 위상수학적 양자 수는 때때로 해의 감김 수, 또는 보다 정확하게는 연속 사상의 차수이다.
최근 상전이의 특성에 대한 아이디어는 상전이 중에 위상수학적 양자 수 및 관련 해가 생성되거나 파괴될 수 있음을 나타낸다.

## 입자물리학
입자물리학에서 스커미온이 그 예를 들 수 있는데, 바리온 수는 위상 양자수이다. 기원은 아이소스핀이 특수 유니터리 군 {\displaystyle {\text{SU}}(2)}에 의해 모델링 된다는 사실에서 비롯되며, 이는 3차원 초구면 {\displaystyle S^{3}}과 동형이다.  그리고 {\displaystyle S^{3}} 전단사 연관을 통해 {\displaystyle {\text{SU}}(2)}의 군 구조를 물려받으므로 동형사상은 위상 군의 범주에 속한다. 실제 3차원 공간을 취하고 무한대의 한 점으로 닫으면 3구도 얻게 된다. 실제 3차원 공간에서 Skyrme의 방정식에 대한 해는 "실제"(물리적; 유클리드) 공간의 점을 3-다양체 {\displaystyle {\text{SU}}(2)}의 점으로 사상한다. 위상수학적으로 구별되는 해들은 하나의 해가 변형된 방식에 관계없이 해에서 불연속성을 생성하지 않고는 제거될 수 없도록 다른 해 주위에 하나의 구를 감싼다. 물리학에서 이러한 불연속성은 무한한 에너지와 연관되어 있으므로 허용되지 않는다.
위의 예에서 위상수학적 진술은 세 구의 세 번째 호모토피 군이 다음과 같다는 것이다.
{\displaystyle \pi _{3}(S^{3})=\mathbb {Z} }
따라서 바리온 수는 정수 값만 취할 수 있다.
이러한 아이디어의 일반화는 베스-추미노-위튼 모형에서 찾을 수 있다.

## 정확하게 풀리는 모델
사인-고든 방정식, 코르테버흐-더프리스 방정식, 이시모리 방정식과 같은 정확히 풀 수 있는 모델 영역에서 추가 예제를 찾을 수 있다. 1차원 사인-고든 방정식은 특히 간단한 예를 제공한다.
{\displaystyle \pi _{1}(S^{1})=\mathbb {Z} }
그래서 말 그대로 감김 수이다. 원은 원 주위를 여러 번 감을 수 있다. 양자 사인-고든 방정식 모델은 대규모 티링 모형과 동일하다. 기본적 들뜸들은 페르미온들이다: 위상 양자수는 페르미온의 수이다. 사인-고든 모델의 양자화 후 위상수학적 전하는 '분수'가 된다. 자외선 재규격화에 대한 일관된 고려는 소수의 페르미온이 자외선 컷오프 이상에서 반발됨을 보여준다. 그래서 위상 양자수에 플랑크 상수에 따라 달라지는 분수가 곱해진다.

## 고체물리학
고체물리학에서 나사형 전위와 같은 특정 유형의 결정 전위는 위상수학적 솔리톤으로 설명할 수 있다. 예를 들어 게르마늄 위스커와 관련된 나사형 전위가 포함된다.

## 같이 보기
- 역 산란 변환
- 양자 불변량
- 양자 위상수학
- 위상수학적 결함
- 물리학의 위상수학적 엔트로피
- 위상 양자장론
- 위상 끈 이론

## 참조
- Thouless, D. J. (1998). 《Topological Quantum Numbers in Nonrelativistic Physics》. World Scientific. ISBN 981-02-2900-3.